# 嫉妒丈夫的神迹
《嫉妒丈夫的神迹》是意大利文艺复兴艺术大师提香 年轻时代的一幅湿壁画，绘制于1511 年，位于意大利北部帕多瓦  圣安多尼会堂（Scuola del Santo），在帕多瓦圣安多尼圣殿的庭院。
画中描绘一个妒火中烧的男人误信无辜妻子通奸，持刀杀害了她。画面右侧描绘丈夫发现真相后，向圣安多尼乞求宽恕，圣人行神迹使妻子复活。
在画面的中心，描绘血腥的谋杀场面，和妻子举起的手臂。